# 경기신문
경기신문(京畿新聞)은 경기·인천 등 수도권을 아우르는 종합 일간지이다.

### 경기신문 [京畿新聞, The Kyeong-gi Shinmun]
| 요약       | 경기·인천 등 수도권을 아우르는 지방종합일간지         |
| ---------- | ----------------------------------------------------- |
| 기타발행물 | 경기도 인물 종합 매거진 피플                          |
| 발행구분   | 지방 종합 일간지                                      |
| 사시       | 정견 · 정론 · 정직                                    |
| 발행       | 경기도 용인시 기흥구 영덕동 974-14번지 3층 경기신문사 |

"정직하고 바른 신문, 사람을 존중하는 신문, 정보전달자의 책임을 다하는 신문"이라는 사시 아래 
2002년 2월 새로이 법인을 설립하고, 6월 창간호를 발행하였다.
2002년 9월부터 경기신문 웹서비스를 시작하였고, 이후 모바일 웹(앱)서비스도 제공하고 있다.
2003년 3월 서울지사(영등포구 여의도동 11-11)와 인천취재본부(계양구 임학동)를 개소하였다.
2005년부터 수원화성돌기 행사를 주최하고 있고 
2007년부터는 경기국제하프마라톤 
2008년부터 경기미술대전을 주관하였다.
2020년 5월 인천본사 남동구 구월동 (남동구 인주대로) 로 이전하였다.
6월에는 유튜브 채널 KG TV를 론칭했고, 같은 해 7월에는 용인시 기흥구로 새 사옥을 지어 이전하였다.
2022년 7월 창간 20주년을 맞아 [정견 · 정론 · 정직] 새로운 사시를 선포하고 수원 라마다 호텔에서 창간 행사를 개최했다.
현재 경기도 기자협회, 한국기자협회와 ABC협회에 가입되어 있다. 
인천본사와 경기동부, 서부, 북부, 남부에 취재 본부가 있으며, 각 시군 관청과 국회에 출입기자가 파견돼 있다.
기타 발행물로 경기도 인물 종합 매거진 '피플'이 있다.